# Fatima Bedar
Pour les articles homonymes, voir Bedar.
Fatima Bedar est une militante indépendantiste algérienne, née le 5 août 1946 à Tichy en Algérie et morte lors du massacre du 17 octobre 1961 à Paris. Tuée à l'âge de 15 ans, elle est considérée comme une martyre moudjahidine.

## Biographie
Fatima Bedar naît le 5 août 1946 à Tichy, ville la wilaya de Béjaïa en Petite Kabylie ou elle grandit avec sa mère Dijda. Son père, Hocine Bedar, travaille en France, à Saint-Denis dans le département de la Seine-Saint-Denis, où il est sur les gazomètres. Durant la Seconde Guerre mondiale, il combat aux côtés du 3e régiment de tirailleurs algériens, d'abord à la bataille de France, où il est fait prisonnier avant de s'évader et d'être rapatrié en Algérie, puis aux campagnes de Tunisie, d'Italie et de France avec l'Armée française de la Libération,.
Fatima Bedar émigre en France à l'âge de cinq ans, et rejoint avec sa mère son père, chauffe-four au Gaz de France. Ils vivent dans un bidonville du quartier Pleyel à Saint-Denis puis dans un immeuble situé rue du Port à Aubervilliers. Ils y achètent une maison en 1954, avant de déménager à Sarcelles en 1959. En avril 1961, la famille emménage dans un pavillon à Stains. Fatima Bedar a six frères et sœurs, les plus âgés sont Zohra, Louisa et Djoudi (né en 1956),.
Fatima Bedar souhaite devenir institutrice, mais elle étudie au collège d'enseignement commercial féminin, situé rue des Boucheries à Saint-Denis ; la faute aux « préjugés de l’époque » selon Didier Daeninckx.
Après la mort de sa fille Fatima, Djida Bedar tombe à de multiples reprises malade et part se faire soigner dans différentes maisons de repos, avant de décéder le 3 avril 2003,. Hocine Bedar meurt le 10 mars 2008, à l'âge de quatre-vingt-dix ans,.

## Manifestation du17 octobre 1961

### Engagement politique précoce
Fatima Bedar grandit au sein d'une famille nationaliste ; son père milite à la fédération de France du FLN. Elle a huit ans lorsqu'éclate la guerre d'Algérie, en 1954. Avec sa sœur cadette, son père l'emmène parfois aux réunions clandestines des indépendantistes. C'est probablement là qu'elle y développe ses idées anticolonialistes,.

### Déroulement de la manifestation
Le 17 octobre 1961, la fédération de France du FLN appelle à une manifestation pacifique à Paris, afin de protester contre un couvre-feu proclamé quelques jours plus tôt par le préfet de Police Maurice Papon et visant uniquement les Algériens. Les parents de Fatima Bedar souhaitant y prendre part, ils demandent que leur fille aînée garde ses frères et sœurs. Cependant, elle aussi veut manifester, ce que ses parents lui interdisent. Ils se disputent, puis Fatima Bedar part au collège.
Elle ne rentre pas le soir et ses parents, après l'avoir cherchée de longues heures en vain, décident de revenir chez eux tard dans la soirée pour l'attendre. Fatima Bedar a rejoint seule la manifestation, son cartable sur le dos. La police massacre par dizaines les protestataires,. Elle est tabassée puis jetée à l'eau, où elle se noie. Elle est alors âgée de quinze ans.

### Disparition
Hocine Bedar signale la disparition de Fatima Bedar le lendemain au commissariat de Stains et Saint-Denis. Djoudi Bedar témoigne que « [s]on père a été très mal reçu par la police avec des insultes, des bousculades ainsi que des coups ». Sa mère, enceinte de leur huitième enfant,, parcourt pendant deux semaines les rues de Stains et celles des villes environnantes avec Djoudi, cherchant sa fille en pleurant et en priant, en vain,. Ensemble, ses parents se rendent dans plusieurs commissariats de la région parisienne, cherchant à faire déposer un avis de recherche national. La recherche se poursuit jusqu'au 31 octobre, jour où le corps de Fatima Bedar, coincé dans la septième écluse du canal Saint-Denis avec une quinzaine d'autres, est repéré par un ouvrier puis remonté de la Seine. Son père l'identifie le jour même, grâce à ses longues nattes noires. Son cartable leur est restitué le lendemain. Alors qu'il ne sait ni lire ni écrire le français, il est obligé de signer un procès-verbal affirmant que sa fille s'est suicidée par noyade.
Fatima Bedar est inhumée le 3 novembre 1961 dans le cimetière communal de Stains,. Grâce au concours de la Fondation du 8 mai 45 et du ministère des Moudjahidine, sa dépouille est exhumée durant l'automne 2006 pour être transportée en Kayblie. Elle est inhumée le 17 octobre 2006 dans le carré des martyrs de Tichy, commune où sont aussi enterrés ses parents.

## Mémoire

### Blackoutfamilial
Pendant longtemps, les parents garderont le silence sur la mort de leur fille aînée,. Jusqu'à une enquête réalisée au milieu des années 1980, les frères et sœurs croient qu'elle a été tuée à la manifestation du 8 février 1962 à Charonne,,, bien plus médiatisée et commémorée. Leur mère leur explique que « Fatima est morte à l'époque où les policiers français jetaient les Algériens à la Seine,. »

### Contre-enquête de Didier Daeninckx et Jean-Luc Einaudi

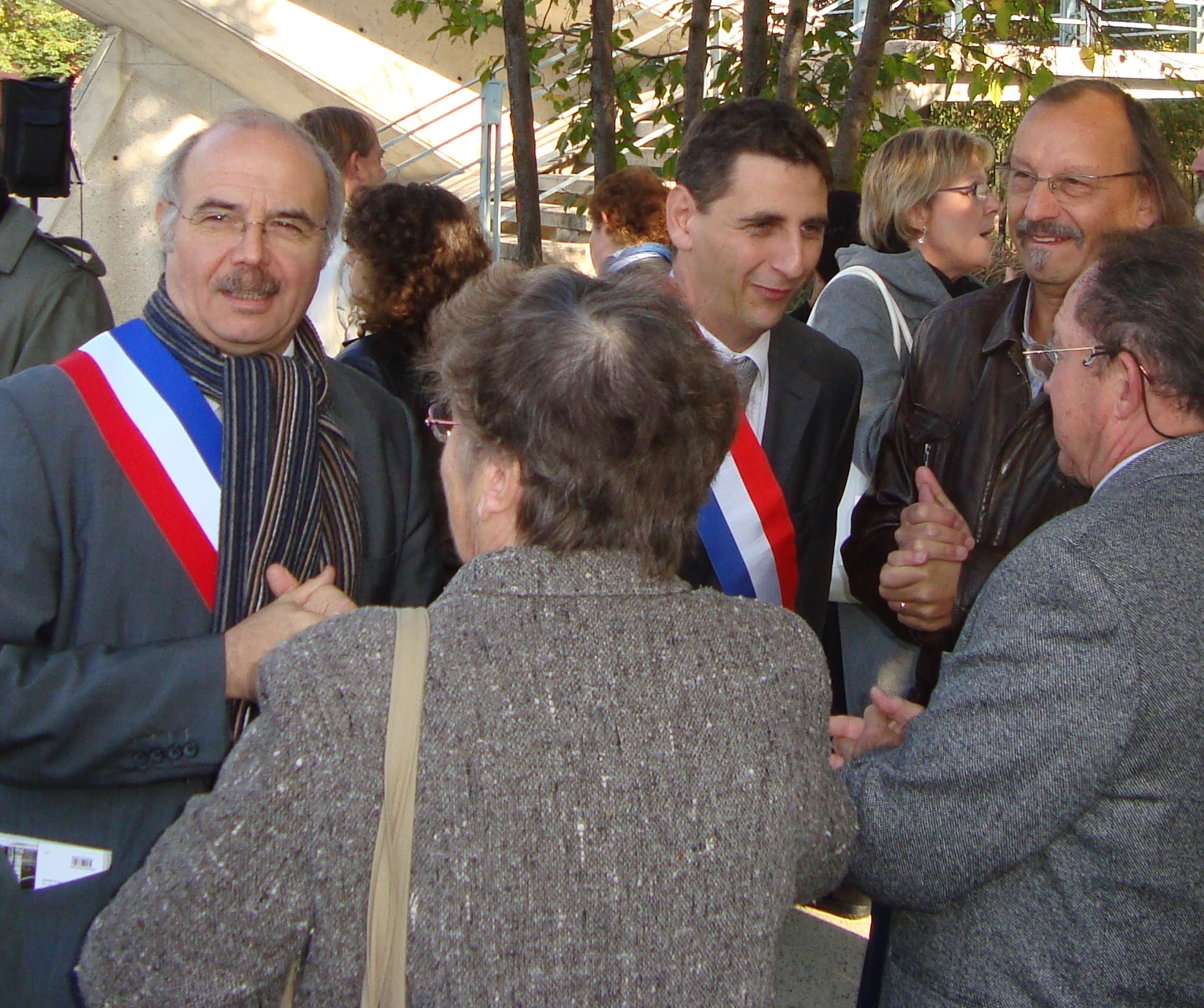
Commémoration du massacre, le 17 octobre 2008 à Aubervilliers. Didier Daeninckx à droite.

En 1986, quinze ans après les faits, Didier Daeninckx, romancier connu pour son livre Meurtres pour mémoire qui relate les évènements du 17 octobre 1961 et sorti trois ans plus tôt, publie dans la revue Actualités de l'émigration un article contenant la première liste des morts ; y figure Fatima Bedar.
Le journal L'Humanité en publie un résumé, qui parvient aux mains de Louisa Bédar, sœur de Fatima,. Cette dernière contacte alors Didier Daeninckx, lui écrivant que sa sœur n'a pas été tuée par les policiers le 17 octobre, mais qu'elle s'est suicidée le 31. Pendant quelques années, Daeninckx réalise avec l'historien Jean-Luc Einaudi une contre-enquête, prouvant que Fatima Bédar a bien été noyée le 17 octobre 1961,. Simultanément à des recherches dans les cimetières et à l'institut médico-légal de Paris, ce dernier cherche à faire témoigner la famille, les camarades de classes, la directrice de l'école ou encore l'éclusier. Il ne parvient à en contacter que quelques-unes, la plupart étant décédées. Il obtient notamment le témoignage d'une camarades de classe, pour qui l'hypothèse qu'elle se soit rendue à la manifestation est plausible, contredisant un témoignage inscrit dans le rapport de police. Le père de Fatima Bedar refuse de témoigner, déclarant que rien ne pouvait la faire revenir : « Eh oui, qu'est-ce que tu veux, elle voulait aller à la manifestation ».

### Postérité

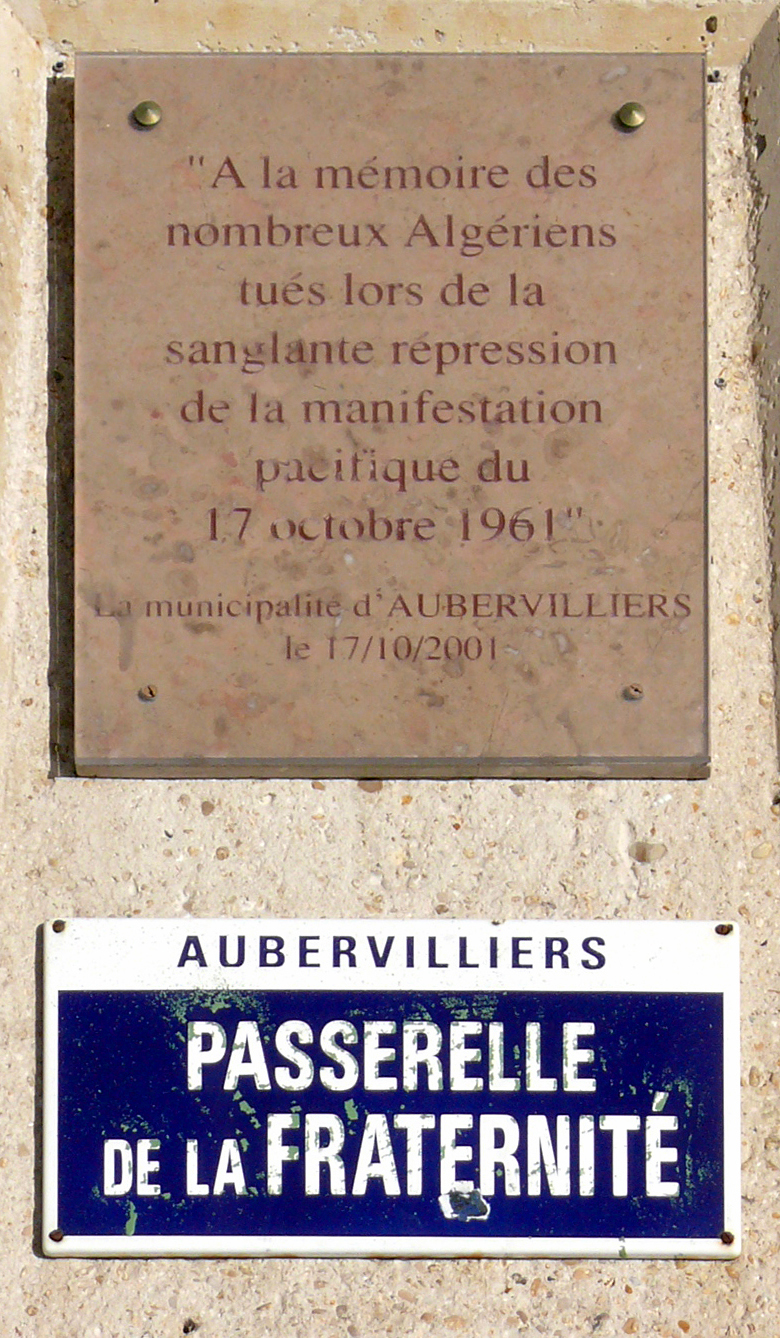
À la mémoire des nombreux Algériens tués lors de la sanglante répression de la manifestation pacifique du 17 octobre 1961, plaque commémorative déposée à Aubervilliers, à proximité du canal Saint-Denis.

La chahida Fatima Bedar est devenue une des martyrs moudjahidines de la guerre d'indépendance de l'Algérie,,, et un symbole des victimes du massacre occulté du 17 octobre 1961,,,. Elle est l'une des rares femmes citées parmi les victimes.
Djoudi Bedar, petit frère de Fatima, milite pour la mémoire de sa sœur,,. En octobre 2014, il est décidé que le collège de Stains, anciennement Maurice-Thorez, soit renommé en Fatima-Bedar. Cependant, après le refus du principal de l'établissement, se déclarant « choqué » et pour qui « les élèves n'ont pas le recul nécessaire », le Conseil général vote pour le nom de la chanteuse Barbara. Il est depuis prévu que le gymnase situé à proximité du collège porte le nom de Fatima Bedar.
Le 17 octobre 2015, un jardin Fatima-Bedar est inauguré à Saint-Denis,, quartier Confluence, non loin de l'écluse où son corps a été retrouvé. La cérémonie voit notamment la présence de l'ancien responsable de la fédération de France du FLN Mohamed Ghafir et de Didier Daeninckx. Son nom est choisi par la population dionysienne, dans un processus de mise en avant des femmes sur les plaques des rues. Un quartier de sa ville natale, Tichy, adopte son nom le 17 octobre 2017. En 2018, son cartable, retrouvé avec elle le 31 octobre, est offert au musée du Moudjahid à Béjaïa le 17 octobre 2018 par Djoudi Bedar.
Jean-Luc Einaudi dédie à Fatima Bedar son ouvrage La Bataille de Paris, 17 octobre 1961, publié en 1991 à Paris,. Didier Daeninckx écrit en 2011 un texte intitulé « Fatima pour mémoire », publié au sein du recueil 17 octobre 1961, 17 écrivains se souviennent codirigé par Samia Messaoudi, Mustapha Harzoune. La même année, à l'occasion du cinquantenaire, Didier Daeninckx est chargé de l'écriture d'une bande dessinée sur le 17 octobre 1961, intitulée Octobre noir, en collaboration avec le dessinateur Mako. Il fait partager à son héroïne, Khelloudja, adolescente de quinze ans aux longues nattes,, la même histoire que Fatima Bedar. Après avoir rejoint la manifestation en désobéissant à ses parents, elle est portée disparue avant que son corps ne soit retrouvé dans le canal Saint-Denis. En postface, Daeninckx réédite « Fatima pour mémoire ». Toujours en 2011, Mohamed Ghafir lui consacre un chapitre au sein de son ouvrage Cinquantenaire du 17 octobre 1961 à Paris. Droit d'évocation et de souvenance paru à Alger,.

#### Ouvrages généraux
Ouvrages généraux évoquant Fatima Bedar.
- Jean-Paul Brunet, Charonne : Lumières sur une tragédie, Paris, Flammarion, 2003, 336 p. (ISBN 2-08-068341-1)
- Jean-Luc Einaudi, Scènes de la guerre d'Algérie en France : Automne 1961, Paris, Le Cherche midi, 2009, 420 p. (ISBN 978-2-7491-1521-4)
- Mohamed Ghafir, Cinquantenaire du 17 octobre 1961 à Paris. Droit d'évocation et de souvenance, Alger, éditions Encyclopedia, 2011, 408 p.

#### Sur Fatima Bedar
- Didier Daeninckx, « Fatima pour mémoire », dans Samia Messaoudi et Mustapha Harzoune (dir.), 7 octobre 1961, 17 écrivains se souviennent, Au nom de la mémoire, 2011, 218 p. (lire en ligne)
- Malika El Korso, « La collégienne martyre du 17 octobre 1961 », El Watan,‎ 6 octobre 2006 (lire en ligne [PDF])
- Hana Ferroudj, « Fatima Bedar, fille de tirailleur algérien, « noyée » le 17 octobre 1961 », sur Bondy Blog, 16 octobre 2013

##### Fiction
- Didier Daeninckx (scénario), Mako (dessin) et Laurent Houssin (couleurs) (préf. Benjamin Stora, postface Didier Daeninckx), Octobre noir, Anthy-sur-Léman, AD Libris, 2011, 42 p. (ISBN 978-2-9184-6211-8)

### Filmographie
- Philip Brooks et Alan Hayling, Une journée portée disparue, 1992, 52 minutes
Plusieurs sœurs de Fatima Bedar y témoignent[16].